# По іншу сторону ліжка
По іншу сторону ліжка (фр. De l'autre côté du lit) — комедійний фільм. Інша назва «Переміна місць»

## Сюжет
Гумористична історія про ледве не втрачені сімейні цінності. Задля збереження шлюбу головні герої — Аріана (Софі Марсо) та Уґо (Дені Бун), які прожили в шлюбі десять років — вимушені повністю помінятися один з одним способом життя, звичками і роботою. Жінка береться керувати в будівельній компанії, де працює чоловік, а чоловік, в свою чергу, стає "домогосподаркою" — виховує дочку і бігає за покупками.

## В ролях
- Софі Марсо — Аріана
- Дені Бун — Х'юго
- Роланд Жиро — Nicard
- Антуан Дюлері — Моріс
- Жюл'єтта Арно — Шарлотта
- Анні Дюпереї — Ліз
- Нінон Можер: Луіза
- Clémot Couture — Гектор
- Flanvart Francois Vincentelli — Ніколя
- Дельфіна Рівіер — Samia
- Арсен Моска — Goncalvo
- Армель — директор школи